# 辛格掠蛛
辛格掠蛛（学名：Drassodes signifer）为平腹蛛科掠蛛属的动物。分布于英国以及中国大陆的宁夏、西藏等地，常见于草丛的石隙间或石块下。